# 長谷川充弘
長谷川充弘（はせがわみつひろ）は、日本の検察官。2016年から証券取引等監視委員会委員長（2019年再任、2022年退任) 。

## 主な経歴
- 1980年（昭和55年）- 3月、東京大学法学部卒業。
- 1979年（昭和54年）- 10月13日、司法試験合格。
- 1982年（昭和57年）- 4月12日、司法修習修了。4月14日、大阪地方検察庁検事任命。
- 1983年（昭和58年）-  3月28日、広島地方検察庁検事。
- 1986年（昭和61年）-  3月27日、大阪地方検察庁検事。
- 1990年（平成2年）-  4月13日、神戸地方検察庁検事。
- 1992年（平成4年）-  4月10日、東京地方検察庁検事。法務事務官（法務省刑事局付）併任。
- 1993年（平成5年）-  4月13日、法務省刑事局付。8月、法務省刑事局付併任解除。法務大臣秘書官事務取扱併任。
- 1994年（平成6年）-  5月9日、法務大臣官房秘書課付併任。法務事務官併任解除。
- 1996年（平成8年）-  4月16日、長野地方検察庁検事。
- 1998年（平成10年）-  4月17日、東京地方検察庁検事。
- 2000年（平成12年）-  4月28日、法務省刑事局参事官。司法試験（第二次試験）考査委員併任[注釈 1]。
- 2001年（平成13年）-  1月18日、司法試験（第二次試験）考査委員併任。4月、法務省刑事局参事官解除。
- 2001年（平成13年）-  5月11日、司法試験（第二次試験）考査委員併任解除。
- 2003年（平成15年）-  4月28日、東京高等検察庁検事。
- 2004年（平成16年）-  6月29日、法務事務官（法務省大臣官房付）併任。
- 2006年（平成18年）- 4月13日、東京地方検察庁検事併任。
- 2007年（平成19年）-  1月、法務省大臣官房会計課長。政府調達担当。法曹会の監事を兼ねる[1]。
- 2008年（平成20年）-  1月25日、 東京高等検察庁刑事部長。
- 2009年（平成21年）-  7月31日、鳥取地方検察庁検事正。
- 2010年（平成22年）-  7月8日、 最高検察庁検事。陸山会事件担当[2]。
- 2012年（平成24年）-  10月23日、最高検察庁公判部長[3]。
- 2014年（平成26年）- 1月23日、 名古屋地方検察庁検事正。
- 2015年（平成27年）-  1月27日、広島高等検察庁検事長[注釈 2]。
- 2016年（平成28年）- 12月15日、衆議院の同意により証券取引委員会委員長佐渡賢一の後任として浜田康及び引頭麻実とともに委員に就任[4][5]。
- 2019年（令和元年）- 12月18日、衆議院の同意により浜田康及び高田さゆりとともに証券取引等監視委員会委員に再任。委員長[注釈 3]。
- 2022年 (令和4年) - 12月12日、証券取引等監視委員会委員長退任。